# Hansa (mercat)
Hansa era un mercat de la web fosca que funcionava amb un servei ocult de la xarxa Tor.
El 20 de juliol de 2017, es va revelar que havia estat compromès per les forces de l'ordre durant diverses setmanes abans de tancar-se --poc després d'AlphaBay com a culminació de la cooperació entre les forces de l'ordre multinacionals a l'Operació Bayonet.

## Investigació policial
La policia holandesa va descobrir la veritable ubicació del lloc web després d'un consell d'investigadors de seguretat l'any 2016 que descobriren una versió de desenvolupament del mercat Hansa. La policia ràpidament va començar a supervisar totes les accions al lloc web i va descobrir que els administradors havien deixat enrere antics registres de xat de l'IRC, inclosos els seus noms complets i fins i tot una adreça de casa física, i van començar a controlar-los. Tot i que els administradors aviat van traslladar el lloc a un altre amfitrió desconegut, van patir una nova crisi de seguretat l'abril de 2017 quan se'ls rastrejà les transaccions de bitcoins, cosa que va permetre a la policia identificar la nova empresa d'allotjament, a Lituània.
El 20 de juny de 2017, la policia alemanya va arrestar els administradors (dos homes alemanys) i la policia holandesa va poder prendre el control total del lloc i suplantar la identitat dels administradors. El seu pla, en coordinació amb l'FBI, era absorbir els usuaris que vinguessin del tancament d'AlphaBay. I per a tal objectiu es feren els següents canvis al lloc web de Hansa per conèixer els usuaris desprevinguts:
- Totes les contrasenyes d'usuari es van registrar en text pla (permetent que la policia iniciés sessió en altres mercats si els usuaris havien reutilitzat les contrasenyes).[3]
- Els venedors i els compradors es comunicarien mitjançant missatges xifrats amb PGP. Tanmateix, el lloc web va proporcionar una funció de conveniència de xifratge PGP que la policia va modificar per gravar una còpia de text sense format.[3]
- L'eina d'eliminació automàtica de metadades de fotografies del lloc web es va modificar per registrar metadades (com ara la geolocalització) abans de ser eliminada pel lloc web.[3]
- La policia va esborrar la base de dades de fotos, cosa que va atreure els venedors a tornar a penjar fotos (ara capturant metadades).[3]
- Es van sabotejar les transaccions de bitcoins multisignatura, cosa que en tancar-se permetria a la policia confiscar una quantitat més gran de fons il·lícits.[3]
- La policia va atreure els usuaris a descarregar un fitxer de Microsoft Excel (disfressat com a fitxer de text) que, quan s'obria, intentaria tornar a fer ping a un servidor web de la policia i desemmascarar l'adreça IP de l'usuari.[3][4][5]

## Clausura
AlphaBay es va tancar el 4 de juliol i, com era d'esperar, una riuada d'usuaris va arribar a Hansa, fins al seu tancament el 19-20 de juliol. Durant aquest temps, la policia va permetre que la base d'usuaris de Hansa (aleshores creixia de 1.000 a 8.000 venedors per dia) fes 27.000 transaccions il·legals per tal de recollir proves per a un enjudiciament futur dels usuaris. El fiscal local de ciberdelictes, Martijn Egberts, va afirmar haver obtingut unes 10.000 adreces de compradors de Hansa fora dels Països Baixos.
Després de tancar, el lloc web va mostrar un anunci d'atac i va adreçar usuaris al seu "hidden service" per trobar més informació sobre l'operació.